# Campeonato Paraguaio de Futebol de 2015 - Apertura
O Campeonato Paraguaio de Futebol de 2015 - Apertura foi o centésimo décimo segundo torneio desta competição. Participaram doze equipes. O Club 3 de Febrero e o 12 de Octubre Football Club foram rebaixados. É um campeonato no sistema de Apertura e Clausura separados, com dois campeões paraguaios por ano, sem a necessidade de final entre eles. .O campeão representará o Paraguai na Copa Libertadores da América de 2016. As outras duas vagas serão para o campeão do clausura e o primeiro melhor finalista na tabela geral. Para a Copa Sul-Americana de 2016, os quatro melhores clubes na tabela de pontuação total (que inclui o Apertura e o Clausura somados). O campeão foi o Cerro Porteño, conquistando seu trigésimo primeiro título.

## Fórmula de disputa
O modelo de disputa foi o sistema de todos contra todos, com partidas de ida e volta em dois turnos, com 11 jogos para cada equipe. O campeão será o clube que somar mais pontos ao término das 22 rodadas.
Caso o campeonato termine com os dois primeiros colocados empatados em número de pontos, o campeão será definido em um jogo extra. Caso mais do que duas equipes estejam empatadas, o campeão será definido pelos seguintes critérios:
1)Saldo de gols;
2)Gols marcados;
3)Gols marcados como visitante;
4)Sorteio.

## Participantes
| Equipe               | Cidade         | Departamento     | No ano anterior                    | Estádio              | Capac. | Títulos                                                        | Part. |
| -------------------- | -------------- | ---------------- | ---------------------------------- | -------------------- | ------ | -------------------------------------------------------------- | ----- |
| Cerro Porteño        | Assunção       | Distrito Capital | Vice Campeão                       | General Pablo Rojas  | 32.910 | 30 (último em Clausura de 2013)                                | 105   |
| Guaraní              | Assunção       | Distrito Capital | Terceiro Lugar                     | Rogelio Livieres     | 6.000  | 10 (último em Apertura de 2010)                                | 112   |
| Olimpia              | Assunção       | Distrito Capital | Sexto Lugar                        | Manuel Ferreira      | 15.000 | 39 (último em Clausura de 2011)                                | 112   |
| Sportivo Luqueño     | Luque          | Central          | Quarto Lugar                       | Feliciano Cáceres    | 25.000 | 2 (1951,1953)                                                  | 88    |
| Libertad             | Assunção       | Distrito Capital | Campeão                            | Dr. Nicolás Leoz     | 10.000 | 17 (último em Clausura de 2014)                                | 107   |
| Nacional             | Assunção       | Distrito Capital | Quinto Lugar                       | Arsenio Erico        | 4.000  | 9 (1909, 1911, 1924, 1926, 1942, 1946, C 2009, A 2011, A 2013) | 105   |
| Sol de América       | Villa Elisa    | Central          | Nono Lugar                         | Luis Alfonso Giagni  | 5.000  | 2 (1986, 1991)                                                 | 104   |
| Rubio Ñu             | Assunção       | Distrito Capital | Décimo Primeiro Lugar              | La Arboleda          | 5.000  | 0 (não possui)                                                 | 30    |
| General Díaz         | Luque          | Central          | Sétimo Lugar                       | General Adrián Jara  | 3.300  | 0 (não possui)                                                 | 5     |
| Deportivo Capiatá    | Capiatá        | Central          | Décimo Lugar                       | Municipal de Capiatá | 5.000  | 0 (não possui)                                                 | 5     |
| Sportivo San Lorenzo | San Lorenzo    | Central          | Campeão da 2ª Divisão de 2014      | Cidade Universitária | 3.000  | 0 (não possui)                                                 | 31    |
| Deportivo Santaní    | San Estanislao | San Pedro        | Vice Campeão da 2ª Divisão de 2014 | Juan José Vázquez    | 8.000  | 0 (não possui)                                                 | 1     |

## Premiação
| Campeonato Paraguaio 2015 Primeira Divisão - Apertura |
| Assunção                                              |
| ----------------------------------------------------- |
| Club Cerro Porteño Campeão (31º título)               |